# Клаус Шенк фон Штауффенберг
Клаус Шенк фон Штауффенберг (нім. Claus Schenk Graf von Stauffenberg. повне ім'я Клаус Філіпп Марія Шенк фон Штауффенберг; 15 листопада 1907, Єттінген, Баварія — 21 липня 1944, Берлін) — полковник Вермахту, граф. Ключовий учасник змови 20 липня 1944 року (відомої як операція «Валькірія») проти Адольфа Гітлера. Розстріляний у Берліні після невдалої спроби встановити контроль над містом.

## Походження
Уродженець Швабії. Мав двох братів: Бертольда та Александера. Належав до одного з найстаріших та найшляхетніших східно-німецьких родів. Батько Клауса — граф Альфред Шенк фон Штауффенберг, останній обергофмаршал Вюртемберзьке королівство. Мати — Кароліна, уроджена графиня фон Юкскюлль-Гилленбанд. Серед предків Штауффенберга кілька славних пруссаків, зокрема Август фон Гнейсенау. Його прізвище пов'язане з місцевістю родового маєтку: горою Штауффен та замком Штауффенберг. У молоді роки Клаус фон Штауффенберг належав до гуртка Стефана Ґеорґе й залишався учнем видатного поета протягом усього життя.

## Служба у війську
Будучи яскравим студентом, у 19 років Штауффенберг став офіцером-курсантом. Клаус закінчив гімназію і у 1926 році розпочав службу у війську. У 1938 році закінчив академію Генерального штабу у чині ротмістра та приєднався до Генерального штабу як офіцер-інтендант у складі 1-ї легкої дивізії генерала Еріха Хофнера, що в листопаді 1939 року була перейменована у шосту танкову дивізію. У 1940 році отримав призначення до Генерального штабу сухопутних військ, де прослужив до 1943 р. Декілька разів вирушав на східний фронт інспектором.
На початку Другої світової війни Штауффенберг був офіцером Баварського кавалерійського полку, брав участь в окупації Судетської області Чехословаччини, у польській та французькій кампаніях. У лютому 1943 р. був призначений начальником штабу 10-ї танкової дивізії у Північній Африці, що входила до складу Африканського корпусу фельдмаршала Ервіна Роммеля. 7 квітня того ж року отримав поранення під час атаки американських винищувачів, що обстріляли його автомобіль. Два місяці пролежав у шпиталі з тяжкими пораненнями: втратив ліве око, праву долоню та два пальці на лівій долоні, також отримав ушкодження коліна та вуха. Незважаючи на тяжке каліцтво вже у вересні 1943 року повернувся до війська. У червні 1944 року отримав звання полковника та посаду в штабі сухопутних військ, де керував розподіленням поповнення армії. Неодноразово зустрічався із Адольфом Гітлером, доповідав про ситуацію із резервними військами.

## Заколот

### Участь у змові
До участі в русі опору Клауса підштовхнув його дядько Ніколаус Граф фон Укскулл-Гілленбанд. Однак сам Клаус вважав, що після успішного походу німецької армії до Польщі у 1939 році, говорити про усунення Гітлера було зарано. Однак пізніше, отримавши тяжкі поранення в Тунісі та згодом після цього повернувшись до армії, Штауффенберг усвідомив, що Гітлер веде Німеччину до катастрофи. Бажаючи врятувати країну від ганьби та безчестя, він приєднався до учасників змови проти фюрера. Спершу Штауффенберг не мав можливості розбудовувати конспіративну мережу. Однак після підвищення до звання полковника Клаус опинився в Головному Штабі Збройних Сил, що розташовувався на Бендлерштрассе в Берліні. Тоді одним з його начальників був генерал Фрідріх Ольбріхт — заприсяжений член руху опору. У Головному Штабі розпочалась таємна підготовка. Члени руху опору мали намір втілити в життя план «Валькірія», що мав дозволити Головному Штабові Збройних Сил взяти під свій контроль Рейх у випадку заворушень. За реалізації цього плану зв'язок з найвищим командування армії мав би бути заблокований. За іронією долі цей план був схвалений Адольфом Гітлером і мав стати ключовим заходом для позбавлення фюрера влади.
Участь Штауффенберга у змові покладала на нього наступні функціональні обов'язки: постійно перебувати у Головному Штабі Збройних Сил, телефоном координувати дії військових на території цілого Рейху з метою проведення швидких арештів очільників політичних організацій, таких як служба безпеки та гестапо. Він був єдиним заколотником, що мав постійний доступ до Гітлера під час його зустрічей з генералітетом. Клаус погодився особисто виконати замах на фюрера. Замах відбувся у бараку для нарад у штабі найвищого військового керівництва — Вовчому Лігві 20 липня 1944 року.

### Заколот
На 20 липня 1944 року була запланована чергова нарада, присвячена ситуації на фронтах. До цього моменту учасники змови генерал-майор Геннінг фон Тресков та його підлеглий майор Йоахім Кун, за освітою військовий інженер, підготували для замаху дві вибухівки та вмонтували їх у портфель Штауффенберга. Встановити детонатори і таймер мав сам Штауффенберг безпосередньо перед замахом.
Клаус фон Штауффенберг був запрошений до польової ставки Верховного командування німецької армії «Вольфшанце» неподалік Растенбурга у Східній Пруссії, де він повинен був зробити доповідь щодо формування резервних частин. Виклик на нараду завізував генерал-фельдмаршал Вільгельм Кейтель, керівник Верховного командування вермахту та головний радник Гітлера з військових питань.
Перш ніж вилетіти до ставки фюрера, Клаус фон Штауффенберг зустрівся зі своїм братом Бертольдом та мовив таке: «Хто знайде в собі мужність зробити це, увійде в історію як зрадник, але якщо він відмовиться це зробити, то буде зрадником перед власним сумлінням».
Штауффенберг прибув на місце разом зі своїм ад'ютантом Вернером фон Гефтеном. Обидва попрямували до будівлі поблизу бараку. Там, зважаючи на каліцтво, полковник мав перевдягнутись. Клаус встиг активувати та поставити до особистого портфелю лише один пакунок вибухівки. Невдовзі до приміщення спробував зайти інший старшина, кваплячи полковника Штауффенберга на нараду, що вже розпочалась. Через ці перешкоди в портфелі опинилась лише одна частина вибухівки. Переступивши поріг бараку, де вже відбувалась нарада Адольфа Гітлера зі старшинами, Клаус поставив портфель із вибухівкою під стіл недалеко від фюрера і швидко залишив приміщення, посилаючись на невідкладний телефонний дзвінок. Під час наради один з її учасників перечепився через портфель. Старшина підняв його з підлоги та поставив за ніжку дубового столу, подалі від Гітлера. Штауффенберг, залишаючи на авто місце замаху, помітив потужний вибух, який ствердив його в думці, що жоден з учасників наради не лишився живим. Внаслідок вибуху загинуло чотири особи, чимало старшин отримали поранення, Гітлер зазнав легких опіків.
Чимале значення відіграв сам будинок, в якому відбувся замах. Штауффенберг розраховував, що нарада проходитиме в одному з підземних бункерів. Але через сильну спеку незадовго до наради місце її проведення змінили. Учасники наради перейшли до окремого бараку з великими розчахнутими вікнами замість герметично закритого бетонованого бункера. Відтак на момент вибуху хвиля знесла дерев'яний дах, що значно послабило вибухову потужність заряду. Якби вибух відбувся у мурованому бункері, як це було заплановано учасниками замаху, Гітлер та старшини мали б загинути від шаленого тиску, спричиненого вибухом бомби навіть невеликої потужності.

### Кульмінація
Штауффенберг та його ад'ютант Вернер фон Гефтен швидко залишили «Вовче Лігво» та вирушили на місце, з якого вони мали відлетіти до Берліна літаком Heinkel He 111. Будучи впевненим, що замах пройшов успішно, Штауффенберг приїхав до Растенбурга і звідти вилетів у Берлін, де повідомив генералу Фрідріху Ольбріхту, що Гітлер мертвий, і став наполягати на приведенні в дію плану «Валькірія». Однак командувач резервом сухопутних військ генерал-полковник Фрідріх Фромм, який повинен був підписати план, вирішив сам пересвідчитися в загибелі Гітлера та зробив дзвінок до ставки. Дізнавшись про провал змови, він відмовився від участі в ній, за що був заарештований учасниками.
Намагаючись втілити свій план, Штауффенберг особисто телефонував командирам частин і з'єднань у Німеччині та на окупованих територіях, переконуючи їх виконувати накази нового керівництва — генерал-полковника Людвіга фон Бека та генерал-фельдмаршала Віцлебена — та провести арешти офіцерів СС та гестапо. Однак через поспіх та невпевнені дії змовники не змогли виконати запланованого, не встановили контроль над стратегічними пунктами в столиці. Внаслідок цього вже ввечері батальйон охорони військової комендатури Берліна, що зберігав вірність фюрерові, контролював основні будівлі в центрі Берліна, а ближче до півночі захопив будівлю штабу резерву сухопутних військ на Бендлерштрассе.
Клаус довідався про невдалий замах лише по приземленні в Берліні. Гітлер виступив по радіо і спростував чутки про свою смерть.
Клаус фон Штауффенберг, його брат Бертольд та інші змовники були схоплені. Генерал-полковник Фромм, якого було випущено з-під арешту, негайно розпочав засідання військового суду й оголосив смертний вирок п'ятьом учасникам опору, серед яких був і Штауффенберг.

## Страта
Генерал Фрідріх Фромм, командувач Резервної Армії, наказав заарештувати заколотників, оголосив смертний вирок Фрідріху Ольбріхту, Клаусу фон Штауффенбергу, Альбрехту Мерцу фон Квірнгайму та Вернеру фон Гефтену за зраду вітчизні. Вирок був спішно винесений засіданням військового трибуналу, який складався з самого Фромма та його підлеглих:
|  | Іменем Фюрера військовий трибунал, очолений мною, оголосив вирок: полковник фон Мерц, генерал Ольбріхт, полковник, ім'я якого не будемо згадувати, та сержант фон Гефтен засуджені до смертної кари |

У заарештованих було відібрано зброю, за винятком Людвіка Беха, котрому дозволили залишити пістолет «для приватних цілей». Засуджуючи заколотників до смертної кари Фрідріх Фромм намагався згладити свій власний слід у цій історії. Сам Фромм, з наказу Гіммлера, був заарештований вже наступного дня після страти заколотників. Смертний вирок, що виніс Народний судовий трибунал було виконано 19 березня 1945 року. Засуджені Фроммом до смертної страти заколотники були розстріляні на смертному плацу Бендлерблоку. Розстріляні були: Фрідріх Ольбріхт, Клаус фон Штауффенберг, Альбрехт Мерц фон Квірнгайм та Вернер фон Гефтен. Клаус Шенк фон Штауффенберг в останні секунди життя вигукнув: «Хай живе священна Німеччина!».
Під час страти ад'ютант Вернер фон Гефтен заступив собою фон Штауффенберга, який загинув кількома хвилинами пізніше.
Генерал Людвіг Бех здійснив невдалу спробу самогубства. Фромм віддав наказ добити Беха.
Фромма мучили докори сумління через страту своїх приятелів-конспіраторів. Відтак задля полегшення моральних страждань він віддав наказ поховати їх з належними військовими почестями. До трун страчених воїнів навіть поклали відзнаки та медалі. Однак вже наступного дня тіло фон Штауффенберга було викопано, відзнаки були відібрані, а рештки тіла спалені.
Старший брат Клауса фон Штауффенберґа, Бертольд Граф Шенк фон Штауффенберг, який також був центральною фігурою в русі опору, був невдовзі страчений через повішення.

## Вшанування пам'яті
Одразу після закінчення війни учасники змови в Німеччині, в тому числі й Клаус фон Штауффенберг, тривалий час вважалися зрадниками. Це було наслідком того, що під час судових засідань їх піддавали публічній ганьбі та приниженням.
Невдовзі по війні Бендлерблок став місцем вшанування пам'яті учасників німецького антинацистського руху спротиву. Тепер тут експонується понад 5000 світлин та документів, які розповідають про діяльність руху опору в період панування Адольфа Гітлера. На самому плацу, де стратили німецьких офіцерів, тепер збудовано меморіал: плити з іменами героїв та символічний пам'ятник молодій людині із зв'язаними руками.
20 липня у сучасній Німеччині оголошено днем жалоби. Цього дня щорічно проводяться урочисті заходи. На місці страти фон Штауффенберга та його прибічників проводиться прийняття присяги військовослужбовцями, а з 2004 року за Клаусом фон Штауффенбергом був офіційно закріплений статус героя Опору.
На його честь також названо астероїд 8171 Штауффенберг.

## Звання[18]
- Фанен-юнкер-єфрейтор (18 серпня 1927 року)
- Фанен-юнкер-унтер-офіцер (15 жовтня 1927 року)
- Фенріх (1 серпня 1928 року)
- Обер-фенріх (1 серпня 1929 року)
- Лейтенант (1 січня 1930 року)
- Оберлейтенант (1 травня 1933 року)
- Ротмістр (капітан) (1 січня 1937 року)
- Гауптман (капітан) генштабу (1 листопада 1939 року)
- Майор генштабу (1 січня 1941 року)
- Оберстлейтенант (підполковник) генштабу (1 січня 1943 року)
- Оберст (полковник) генштабу (1 квітня 1944 року)

## Нагороди[18]
- Почесна шабля за видатну успішність у військовій школі рейхсверу (17 серпня 1929 року)
- Медаль «За вислугу років у Вермахті»
  - IV класу (4 роки) (2 жовтня 1936 року)
  - III класу (12 років) (1 квітня 1938 року)
- Залізний хрест
  - II класу
  - I класу (31 травня 1940 року)
- Орден «За хоробрість» (Болгарія) IV ступеня, I клас (21 жовтня 1941 року)
- Орден Хреста Свободи III класу (11 грудня 1942 року)
- Нагрудний знак «За поранення» в золоті (14 квітня 1943 року) — за серйозні поранення, отримані 7 квітня 1943 року.
- Медаль «За італо-німецьку кампанію в Африці» (Італія; 20 квітня 1943 року)
- Німецький хрест у золоті (8 травня 1943 року)

## У кінематографі

Кадр із фільму «Змова проти Гітлера»

- «Змова проти Гітлера» (The Plot To Kill Hitler) (Югославія — США, 1990; режисер: Лоуренс Шіллер (Lawrence Schiller); автор сценарію: Стівен Елкінс (Steven Elkins); у головних ролях: Бред Девіс (Brad Davis), Мадолін Сміт Осборн (Madolyn Smith Osborne), Гельмут Грім (Helmut Griem), Айан Річардсон (Ian Richardson) та ін.) — історичне відтворення спроби кількох німецьких вищих офіцерів командування вбити Адольфа Гітлера та взяти під свій контроль уряд Третього Рейху. Під час зйомок фільму була допущена неточність: під час перегляду сцени таємної нічної зустрічі фельдмаршала Ервіна Роммеля (Гельмут Грім) та Клауса фон Штауффенберга (Бред Девіс) на уніформі Роммеля можна побачити Нагрудний знак ближнього бою. Насправді Роммель цю нагороду не отримував. Фільм було випущено 30 січня 1990 року в США.

- «Штауффенберг» (Stauffenberg) (Німеччина, 2004; автор сценарію і режисер: Джо Байєр (Jo Baier); у головних ролях: Себастьян Кох (Sebastian Koch), Ульріх Тукур (Ulrich Tukur), Крістофер Бухгольц (Christopher Buchholz) та ін.) — прем'єра кінострічки відбулась 25 лютого 2004 року в Німеччині. За сюжетом, після першої атаки літака в північноафриканській пустелі новий офіцер, з яким у Штауффенберга одразу зав'язалася дружба, був убитий у вантажівці зв'язку. Штауффенберг настільки обурений подією, що бере рамку з фотографією Адольфа Гітлера та кидає її на підлогу. У наступній сцені автомобіль Штауффенберга тягне машину неназваного генерала, який дає Штауффенбергові деякі заключні рекомендації. Традиційний золотий візерунок на червоному комірі генерала проведений не в ту сторону, а пов'язка, що має бути на лівій руці, знаходиться справа.

- «Операція „Валькірія“» (Valkyrie) (США — Німеччина, 2008; режисер: Браян Сінгер (Bryan Singer); автори сценарію — Крістофер Маккворрі (Cristopher McQuarrie), Натан Александр (Nathan Alexander); у головних ролях: Том Круз (Tom Cruise), Кеннет Брана (Kenneth Branagh), Том Вілкінсон (Tom Wilkinson) та ін.). За основу кінострічки було взято фільм The Plot To Kill Hitler (1990). В процесі зйомок була допущена неточність: під час перестрілки в коридорах будівлі, що відбувалася перед арештами, можна почути дзвін на кам'яній підлозі, при цьому гільзи не викидаються. Фільм вийшов 25 грудня 2008 року в США.